# Église Notre-Dame de Worms
Pour les articles homonymes, voir Église Notre-Dame.
L'église Notre-Dame de Worms est un monument de style gothique érigé sur deux siècles à partir de 1276-1277. C'est le plus important édifice sacré purement gothique survivant entre Strasbourg et Cologne.
L'église paroissiale et ancienne collégiale Notre-Dame (XIIIe, XIVe, XVe, XVIe et XVIIe) est considérée à juste titre comme le symbole de pèlerinage.

## Histoire
Le 31 octobre 1298, la collégiale de Notre-Dame ordonna douze chanoines, après que l'évêque Emich Raugraf eut fondé deux ans auparavant les bases économiques pour l'entretien de douze prêtres. L'achèvement de l'église de Notre-Dame, a lieu dans la période 1465 à 1468 après avoir reçu du pape Pie II, une indulgence pour le financement de la construction de l'église et les travaux du cloître, construit avec la Jodokuskapelle.
Un pèlerinage marial peut être montré pour la première fois en 1478, dans le cadre de la Diète de Worms de 1495, pèlerinage de l'empereur Maximilien et son épouse Blanche à l'église,.

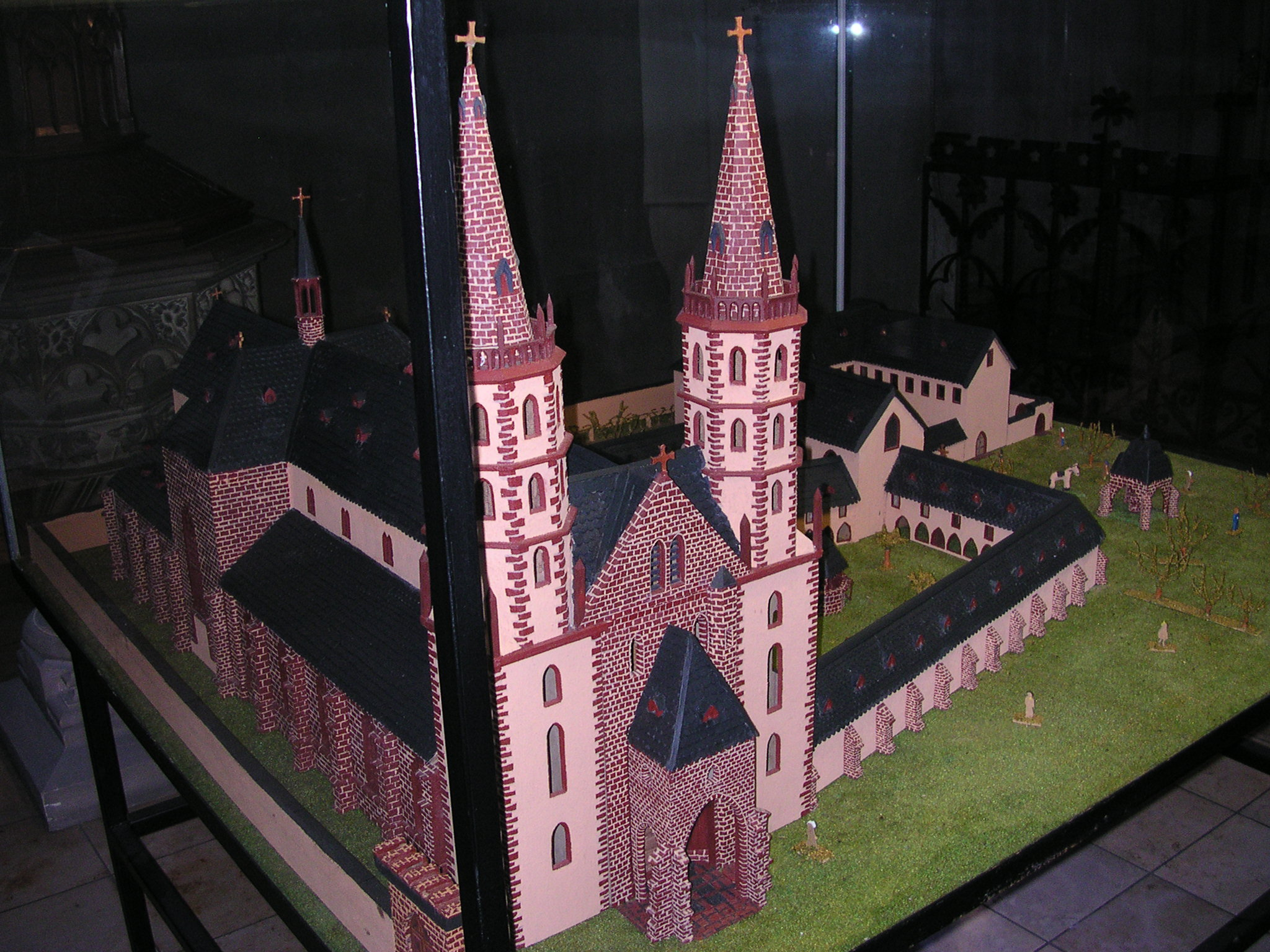
Maquette de l'église Notre-Dame.

## Épigraphie latine
- Dédicace de Ludino (Ve-VIe, Conservée au Musée du Land (Mayence)
- Dédicace de Pauta(Ve-VIe, Conservée au Musée du Land (Mayence) [5]

Cinq épitaphes mises au jour 